# Булор
Булор (фр. Boulaur) насеље је и општина у јужној Француској у региону Миди Пирене, у департману Жерс која припада префектури Ош.
По подацима из 2011. године у општини је живело 162 становника, а густина насељености је износила 17,94 становника/km². Општина се простире на површини од 9,03 km². Налази се на средњој надморској висини од 155 метара (максималној 285 m, а минималној 162 m).

## Демографија
| 1962. | 1968. | 1975. | 1982. | 1990. | 1999. | 2011. |
| ----- | ----- | ----- | ----- | ----- | ----- | ----- |
| 133   | 163   | 154   | 140   | 126   | 128   | 162   |

График промене броја становника у току последњих година